# Susuacanga poricolle
Susuacanga poricolle là một loài bọ cánh cứng trong họ Cerambycidae.